# 水豚属
水豚属（学名：Hydrochoerus）是啮齿目豚鼠科水豚亞科下的一個屬，其下包含世界最大的齧齒動物水豚。屬名來自希臘語ὕδωρ（hydor：水）和χοίρος（choiros：豬）。
系統發生學研究顯示水豚屬與岩豚鼠屬有較近的親緣關係，因此都被放在豚鼠科下。Woods 和 Kilpatrick 將其分在水豚亞科下，水豚亞科和岩豚鼠屬在1200萬年前的中新世中期開始分別進化。